# Степная тиркушка

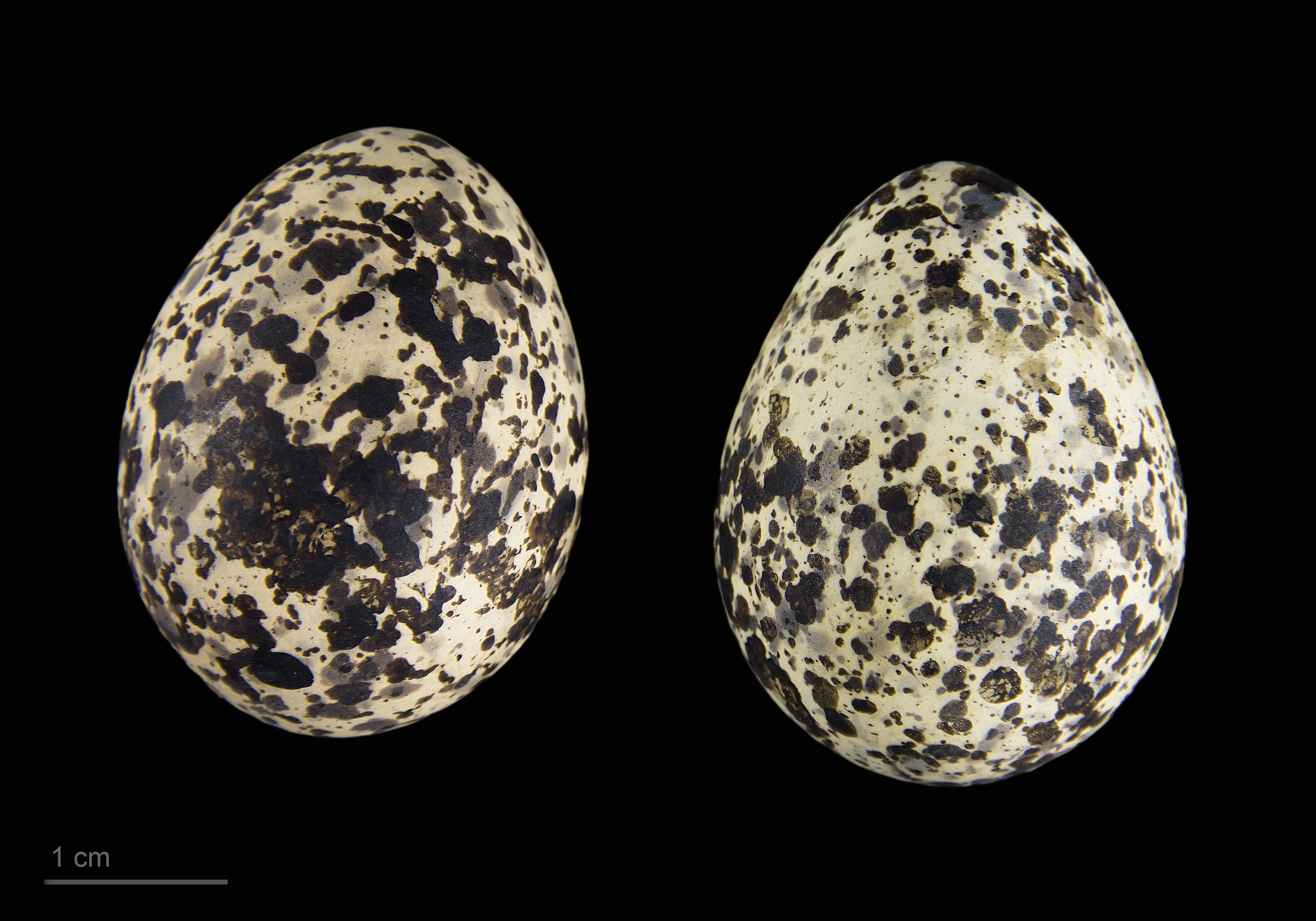
яйцо Glareola nordmanni - Тулузский музей

Степная тиркушка (лат. Glareola nordmanni) — вид птиц семейства тиркушковых (Glareolidae). Видовое название дано в честь зоолога Александра фон Нордмана (1803—1866).

## Описание
Степная тиркушка длиной от 24 до 26 см. Самцы весят от 91 до 105 г, самки немного легче и весят от 84 до 99 г. Размах крыльев составляет от 60 до 68 см.
Степная тиркушка своим внешним видом и картиной полёта напоминает большую ласточку. У неё длинный и вилочковый хвост, а также белое надхвостье. Верхняя часть тела преимущественно тёмного, оливково-коричневого цвета. Кроющие крыла, подбородок и горло прекращены кремового цвета, на бурой груди имеется чёрная полоса. Окологлазное кольцо отсутствует. Основание короткого, чёрного клюва красного цвета.
Молодые птицы похожи на взрослых птиц. У них отсутствует тёмная полоса на горле, а оперение спины больше кремового цвета.

## Распространение
Ареал гнездования вида простирается от Венгрии, Румынии и Украины до востока Казахстана, также гнездование отмечено в южных районах Челябинской области. Степная тиркушка населяет преимущественно степную зону, а также полупустыни и пустынные области. На зимовку птицы мигрируют в Африку, чаще к югу от экватора. Перелёт происходит с середины июля до середины сентября. Возвращение домой происходит в течение апреля по май.
Жизненное пространство степных тиркушек — это степи со скудной растительностью. Птицы предпочитают ландшафты вблизи степных и солевых озер. Однако, их можно встретить и на пастбищах и пашнях рядом с пресноводными водоёмами.

## Питание
Степная тиркушка питается, прежде всего, насекомыми. Она охотится преимущественно утром и вечером на летающих насекомых. На территории Африки она охотится также на стаи саранчи и термитов.

## Размножение
Птицы достигают половой зрелости, вероятно, уже на первом году жизни. Моногамны. Гнездятся в колониях, численностью от 2—3 до 200—300 гнездящихся пар. При этом они часто объединяются с другими видами. Гнездо представляет собой неглубокую ямку на земле или естественное углубление между свободной растительностью. Гнездование происходит чаще в течение мая. В кладке от 3-х до 4-х оливково-зеленоватых яиц с тёмными пятнами. Обе родительских птицы принимают участие в высиживании, которое длится от 17 до 19 дней. Выводковый период длится от 5-и до 6-и недель.